# ماسيلا لوشا
ماسيلا لوشا: (بالألبانية: Masiela Lusha‏) (ولدت بتاريخ 23 أكتوبر 1985)) هي مؤلفة ، ممثلة، منتجة وناشطة إنسانية أمريكية حصلت على أول اعتراف بعد بطولة في مشاريع سينمائية وتلفزيونية مثل جورج لوبيز وايه بي سي نيوز وصورة سوني لفيلم: مصاص دماء آخر. وكمؤلفة ترجمت ماسيلا قصائد وصلوات من قبل الأم تيريزا، وكتبت العديد من الكتب في مختلف اللغات.

## روابط خارجية
- ماسيلا لوشا على موقع IMDb (الإنجليزية)
- ماسيلا لوشا على موقع روتن توميتوز (الإنجليزية)
- ماسيلا لوشا على موقع ألو سيني (الفرنسية)
- ماسيلا لوشا على موقع تيرنر كلاسيك موفيز (الإنجليزية)
- ماسيلا لوشا على موقع أول موفي (الإنجليزية)
- ماسيلا لوشا على موقع إن إن دي بي (الإنجليزية)
- ماسيلا لوشا على موقع قاعدة بيانات الفيلم (الإنجليزية)